# Montgru-Saint-Hilaire
Montgru-Saint-Hilaire – miejscowość i gmina we Francji, w regionie Hauts-de-France, w departamencie Aisne.
Według danych na styczeń 2014 roku gminę zamieszkiwały 34 osoby, a gęstość zaludnienia wynosiła 10,1 osób/km².